# (38687) 2000 QT18
2000 QT18 (asteroide 38687) é um asteroide da cintura principal. Possui uma excentricidade de 0.08027770 e uma inclinação de 1.74970º.
Este asteroide foi descoberto no dia 24 de agosto de 2000 por LINEAR em Socorro.